# Boler (Moselle)
Pour les articles homonymes, voir Boler.
Boler est une ancienne commune française du département de la Moselle, rattachée à celle de Breistroff-la-Grande depuis 1810.

## Géographie
Situé dans le Nord de la région thionvilloise, le hameau de Boler se trouve à 15 km au Nord-Est de Thionville et à 1,5 km au Sud-Est de Breistroff-la-Grande.
La localité de Boler est traversée par le ruisseau du même nom. Au Sud-Ouest de ce hameau se trouve l'étang de Boler.

## Toponymie
En francique lorrain : Bouler. En allemand : Boler (prononcé /bolɐ/).
Anciennes mentions : Boler (1606), Boulers et Boullers (1681), Bollers (XVIIIe siècle), Boler (1793), Boler ou Boller (1817).
Étymologie : Boler provient du nom propre germanique de Bollo ou Pollo. Il est par ailleurs possible que ce toponyme ait eu à un moment donné la forme de Boleringen.

## Histoire
La localité de Boler dépendait de la seigneurie de Cattenom,. Elle était le siège d'une justice haute, moyenne et basse en 1681 ; sur le plan spirituel, Boler était une annexe de la paroisse d'Usselskirch.
Ce hameau est mentionné dans plusieurs dénombrements de feux fiscaux de la prévôté de Thionville.
La commune de Boler est rattachée à celle de Breistroff-la-Grande en 1810.

## Démographie
| 1800 | 1806 |
| ---- | ---- |
| 53   | 65   |

En 1817, il y a 56 habitants répartis dans 5 maisons et en 1844, la population est de 62 personnes réparties dans 18 maisons.

## Économie
Au début du XXIe siècle, l'économie de Boler est essentiellement concentrée sur des activités agricoles ; sachant que ce hameau avait en 1817 un territoire productif de 213 hectares, dont 36 en bois et 2 en friches. En 1844, un moulin est signalé à Boler.

## Monuments
- Chapelle Sainte-Barbe du XVIe siècle[9]
- Calvaire érigé en 1837, il est retrouvé arraché du socle et brisé en quatre morceaux le 23 septembre 1972, le haut du calvaire a été volé et le bas-relief complètement martelé[10]
- Petit oratoire situé entre Boler et Usselskirch ; deux statues de celui-ci sont volées en aout 1972[10]

## Linguistique
Le dialecte francique de Rodemack diffère très peu de celui parlé à Esing, Faulbach, Semming, Fixem, Évange, Boler, Basse-Parthe, Haute-Parthe et Boust. Ces 10 localités ont à peu près le même vocalisme et le même nombre de diphtongues (le dialecte de Rodemack en a 10), elles forment ainsi une petite aire linguistique et seul quelques mots sont différents à l'intérieur de cette aire.
Par ailleurs, la diphtongue [ëu] existante à Boler, correspond à la voyelle longue [ö] existante à Breistroff-la-Grande. Autrement dit, la diphtongue [ëu] existe dans le dialecte de Boler mais n'existe pas dans le dialecte de Breistroff-la-Grande.